# Młynówka (dopływ Utraty)
Młynówka (niem. Mühlbach) – strumień w północno-zachodniej Polsce, prawy dopływ Utraty. Płynie przez północną część Puszczy Bukowej w województwie zachodniopomorskim. 
Młynówka jest krótkim strumieniem wypływającym ze źródła na stromym stoku wzgórza, którym przebiega tzw. Leśna Szosa w Puszczy Bukowej. Nazwa pochodzi od istniejącego dawniej młyna, który był zasilany jej wodami. Do Utraty wpływa przed jej ujściem do Potoku Kłobuckiego.